# Jednostka regionalna Larisa
Jednostka regionalna Larisa (nwgr.: Περιφερειακή ενότητα Λάρισας) – jednostka administracyjna Grecji w regionie Tesalia. Powołana do życia 1 stycznia 2011 w wyniku przyjęcia nowego podziału administracyjnego kraju. W 2021 roku liczyła 269 tys. mieszkańców.
W skład jednostki wchodzą gminy:
- Aja (2),
- Elasona (3),
- Farsala (7),
- Kileler (4),
- Larisa (1),
- Tembi (5),
- Tirnawos (6).